# Hôtel du Maréchal d'Acary-de-la-Rivière
L’hôtel du Maréchal d'Acary-de-la-Rivière est un hôtel particulier situé à Montreuil-sur-Mer, dans le département du Pas-de-Calais, en région Hauts-de-France.

## Localisation
Cet hôtel est sis sur le parvis Saint-Firmin à Montreuil.

## Historique
L'hôtel tient son nom du vicomte Henri Dominique d'Acary-de-la-Rivière (1745-1829), né à Montreuil, premier propriétaire, ancien conseiller général du Pas-de-Calais en 1816 et maréchal de camp à titre honorifique en 1823. En 1829, à la mort du Maréchal d'Acary-de-la-Rivière, l'hôtel connaît, comme propriétaires, la famille Van Capel de Prémont et l'évêque d'Arras. En 1900, le peintre américain Van der Weyden, dont quelques œuvres sont encore exposées au musée Roger Rodière, en devient propriétaire. En 1928, un descendant de l'égyptologue boulonnais Auguste Mariette vend l'hôtel au baron Eugène Fould Springer. Son épouse Mary, devenue veuve, épouse l'architecte anglais Frank Wooster. Elle lègue le bâtiment à la commune de Montreuil le 9 novembre 1973.
La campagne de construction de l'hôtel date de l'année 1805.
Il fait l’objet d’une inscription partielle au titre des monuments historiques depuis le 23 avril 1947. L'inscription concerne les façades et toitures, le portail d'entrée, le mur de soutènement, le ponceau et le parc.
En novembre 2019, des travaux de rénovation et d'extension sont entrepris, pour un coût de 2 000 000 euros. Le bâtiment a pour vocation de devenir un lieu d'exposition et de culture et doit être accessible au public en juin 2022.